# Cryptothripa occulta
Cryptothripa occulta är en fjärilsart som beskrevs av Swinhoe 1885. Cryptothripa occulta ingår i släktet Cryptothripa och familjen trågspinnare. Inga underarter finns listade i Catalogue of Life.